# Danilo I del Montenegro
Danilo I del Montenegro, conosciuto anche con il nome di Danilo II Petrović-Njegoš, principe-vescovo di Montenegro (Njeguši, 25 maggio 1826 – Cattaro, 13 agosto 1860), fu Knjaz (Principe) del Montenegro.

## Biografia

### Giovinezza e ascesa
Danilo Petrović-Njegoš era figlio di Stiepo/Sava Petrović-Njegoš e della moglie Angelika Radamovich. Alla morte di Pietro II Petrović-Njegoš, il quale era stato principe-vescovo del Montenegro con un valore puramente laico, il Senato del Montenegro, sotto l'influenza di Ðordije Petrović (il più ricco ed influente montenegrino dell'epoca), aveva proclamato il fratello di Pietro II, Pero Tomov Petrović, principe (e non principe-vescovo). Nonostante questo, però, la figura di Pero non ebbe la meglio sul giovane Danilo, il quale era largamente sostenuto dal popolo.
Prima di determinare ufficialmente il successore di Pietro II, dopo aver fatto pace tra le tribù dei Crmnica e dei Katunjani, ed essere stato disconosciuto dai Serbi e dai Montenegrini (ad eccezione della tribù dei Bjelopavlici), Danilo si recò a Vienna, nell'Impero austriaco, viaggiando in seguito nell'Impero russo, venendo quindi eletto Vladika, e non Principe. Dopo che Danilo ritornò dalla Russia nel 1852, i suoi sostenitori, influenzati dal parere dello zar Nicola I di Russia, che vedeva in Danilo un valido alleato nella questione dell'area balcanica, venne nominato principe a tutti gli effetti, sconfiggendo le pressioni derivate dal senato montenegrino.
Dopo secoli di governo teocratico, Danilo divenne quindi il primo principe secolare del Montenegro, non utilizzando più il rango ecclesiastico di vladika; per questo cercò di cambiare tutte le istituzioni del principato in una linea di governo più moderna.

### Carriera militare
Fu durante il regno di Danilo I che il Montenegro vinse la battaglia più importante della propria storia nazionale, contro i turchi, ottenendo difatti l'indipendenza.
Suo fratello maggiore, il carismatico granduca Mirko Petrović-Njegoš, comandò infatti 7.500 uomini del neo esercito montenegrino contro i turchi (che constavano di circa 13.000 uomini) a Grahovac (1º maggio 1858). Le forze dell'Impero ottomano vennero sconfitte e vennero anche private di un considerevole arsenale che cadde nelle mani dei montenegrini, che lo usarono per condurre la guerra d'indipendenza finale che ebbe luogo tra il 1862 ed il 1875-1878.
Questa vittoria ebbe però un significato diplomatico profondo. La gloria delle armi montenegrine venne presto immortalata nelle canzoni e nella letteratura di tutte le popolazioni slave del Sud, in particolare dai Serbi di Voivodina, allora parte dell'Impero austro-ungarico. Questa vittoria montenegrina forzò le grandi potenze europee a demarcare ufficialmente un confine tra il Montenegro e i possedimenti ottomani, riconoscendo quindi l'indipendenza secolare del Montenegro. Di questo compito si occupò un'apposita commissione di rappresentanti delle potenze europee nel novembre del 1858. Il Montenegro ottenne i villaggi di Grahovo, Rudine, Nikšić e Župa, metà di Drobnjaci, Tušina, Uskoci, Lipovo, l'alta Vasojevići e parte di Kuci e Dodoši.

### Alleanza con la Russia e fallimento diplomatico

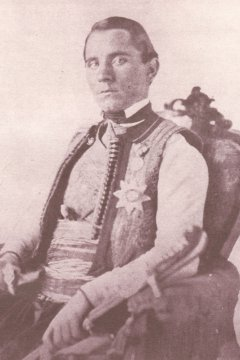
Una fotografia del principe Danilo I.

Danilo I vide nella Russia una possibile grande alleata militare, soprattutto perché contraria alle mire espansionistiche della vicina Austria, che non vedeva di buon grado il sorgere del nuovo principato montenegrino presso i propri confini orientali. Allo stesso modo, visto il modo con cui lo stato aveva valorosamente saputo difendere i propri ideali indipendentisti, lo stato montenegrino divenne alleato anche della Francia, sempre in funzione anti-austriaca.
Nel frattempo, però, tutte le altre potenze europee lavoravano per evitare la sempre maggiore influenza della Russia nell'area balcanica, rafforzatasi moltissimo con la nascita del Montenegro. Conoscendo il carattere del proprio popolo, Danilo rifiutò il compromesso, che gli venne proposto, di rinunciare alla sovranità in cambio di altri benefici personali. Allo stesso tempo la Russia non era in grado di aiutare materialmente il Montenegro, a causa del conflitto nella quale sarebbe stata coinvolta con tutta l'Europa, in particolare dopo la sconfitta nella Guerra di Crimea del 1854. Nel successivo Congresso di Parigi del 1856, il governo russo accettò ufficialmente di non assecondare con le proprie forze le mire espansionistiche del Montenegro, non mancando comunque di ribadire che la Russia aveva concesso assieme alle altre potenze una posizione già di molto rilievo al Montenegro. Durante il proprio viaggio in Francia, ad ogni modo, Danilo I ricevette alcuni aiuti finanziari dallo stato francese (200 000 franchi annui), con la promessa da parte della Francia di impegnarsi anche a riconoscere la sovranità del Montenegro in cambio di facilitazioni degli scambi commerciali tra Francia e Montenegro. Napoleone III, inoltre, auspicò una maggiore influenza della Francia negli affari statali del Montenegro, oltre a tentare sempre più di attirare il piccolo stato dalla propria parte, in opposizione alla Russia.
L'accettazione di questo compromesso da parte del principe Danilo portò ovviamente ad una compromissione diplomatica con la Russia, il che gli oppose anche i vecchi sostenitori della politica statale, tra cui figurava anche suo fratello Mirko e il presidente del Senato Ðordije Petrović. Da questa opposizione venne quindi organizzato un piano per eliminare il principe, grazie al sostegno di alcune potenze europee tra cui certamente figurava anche la Russia.

### Codice del principe Danilo

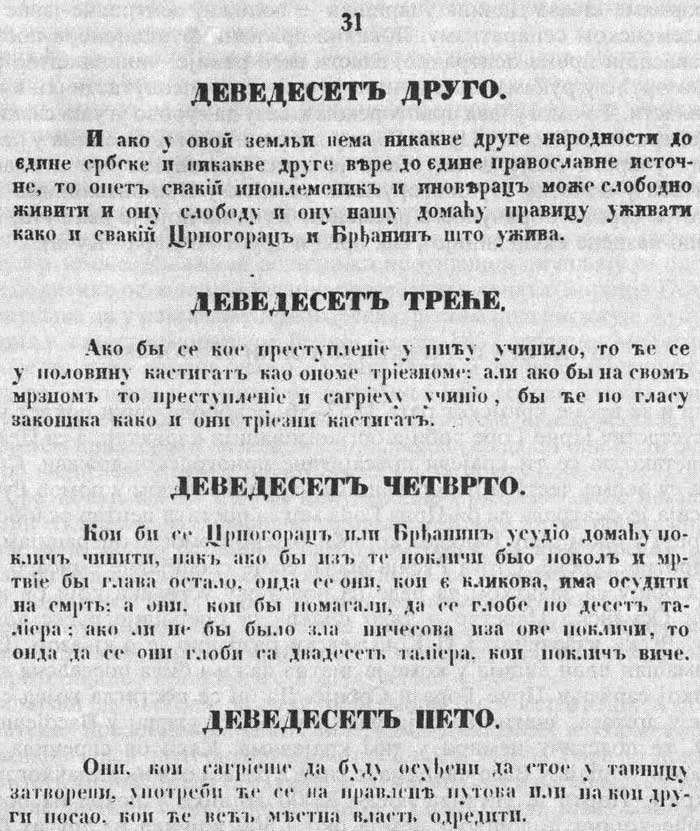
Un estratto del Codice del principe Danilo

Negli affari di stato, il principe Danilo venne sovente considerato un tiranno ed un governatore brutale, dal momento che tentò sempre più di accentrare il potere nelle proprie mani, contribuendo ad ogni modo ad ampliare le moderne funzioni dello stato.
Danilo si servì delle leggi già emanate da Pietro I Petrović-Njegoš come ispirazione per il proprio nuovo codice di leggi, che promulgò nel 1855 con il nome di Zakonik Danila Prvog. Il "Codice del principe Danilo" si basava essenzialmente sul mantenimento e sul rispetto delle tradizioni e dei costumi montenegrini e può essere considerato la prima costituzione ufficiale dello stato montenegrino.
Danilo organizzò come prima cosa un nuovo sistema censitario, che portò a compimento con un censimento nel 1855, che diede come risultato una popolazione di circa 80.000 persone.
Il principe organizzò anche un nuovo sistema di tassazione che venne accettato da tutte le tribù montenegrine ad eccezione dei Kuci, contro i quali Danilo inviò il proprio fratello, il granduca Mirko, nel 1856, con la precisa missione di non uccidere un solo capo della tribù, ma piuttosto di non lasciare vivo alcuno degli eredi delle famiglie appartenenti a questo gruppo. Il massacro fu estremamente crudele e, delle 247 persone che morirono, solo 17 erano soldati, mentre tutti gli altri erano bambini. Dopo questo atto i Kuci furono costretti ad aderire al nuovo sistema fiscale.
Un'altra atrocità venne compiuta dalle truppe di Danilo nella guerra contro la tribù dei Bjelopavlici, ma le uccisioni furono limitate esclusivamente ai nobili riottosi alla nuova politica del principato.

### Morte
Il principe Danilo venne assassinato nell'agosto del 1860 mentre si trovava sulla propria nave, ancorata al porto di Cattaro. L'assassino, Todor Kadić, apparteneva alla tribù dei Bjelopavlici. Danilo venne ucciso per vendetta, per aver violentato la sorella di Todor.
Dopo la morte di Danilo venne eletto alla carica di principe il nipote di Danilo, Nicola, che salì al trono del Montenegro con il nome di Nicola I.